# 紹普爾卡河

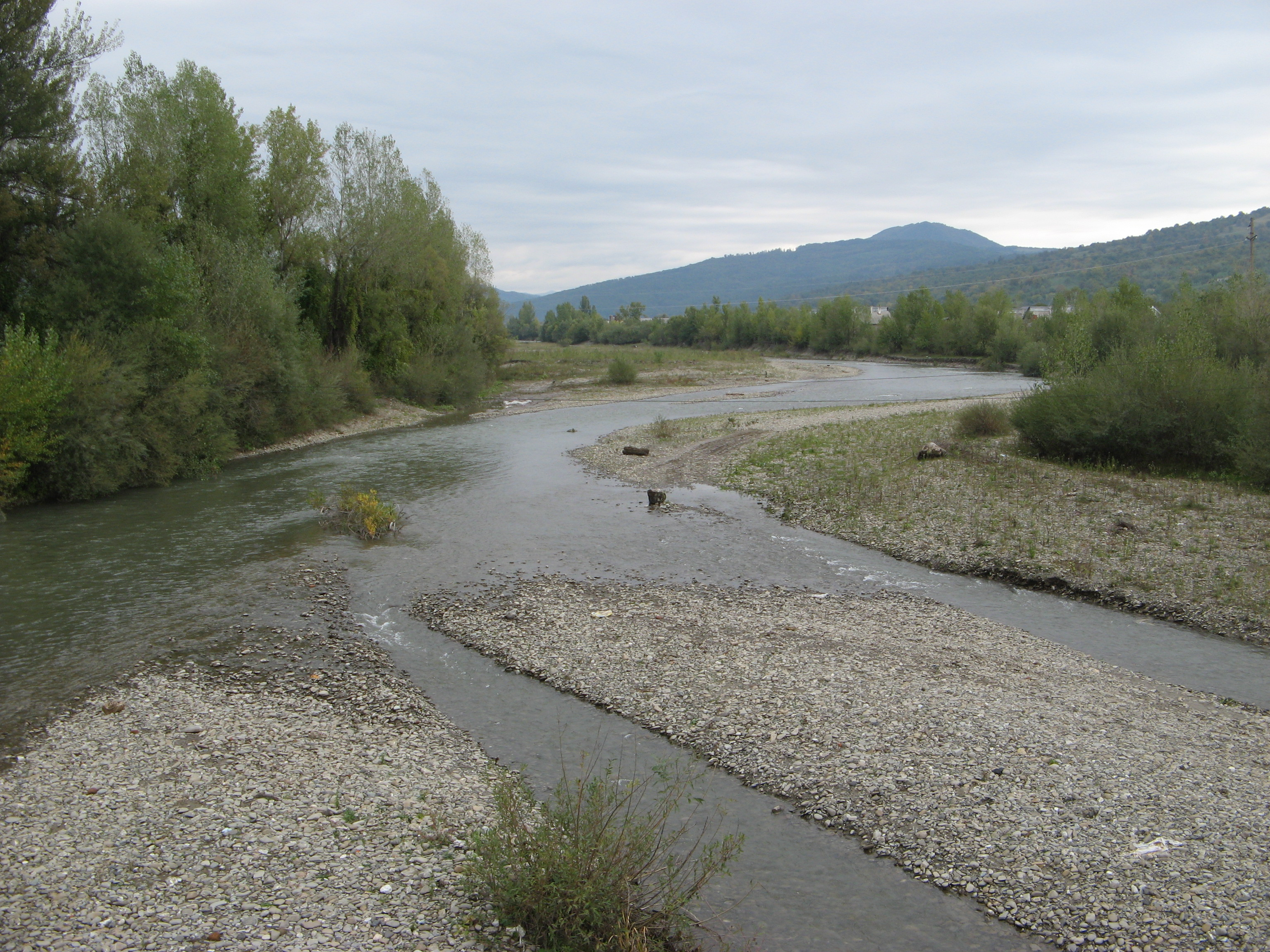

紹普爾卡河（烏克蘭語：Шопурка），是烏克蘭的河流，位於該國西部外喀爾巴阡州，屬於蒂薩河的支流，流經拉希夫區，河流全長41公里，流域面積283平方公里，河畔城鎮有科比列齊卡波利亞納和大比奇基夫。